# Ludomir Handzel
Ludomir Paweł Handzel (ur. 8 czerwca 1973 w Nowym Sączu) – polski samorządowiec i menedżer, od 2018 prezydent Nowego Sącza.

## Życiorys
Jego ojciec Jan przez około czterdzieści lat pracował jako nauczyciel, uczył m.in. biologii i chemii. Matka Magdalena była pediatrą. Ludomir Handzel jest żonaty z Edytą i ma troje dzieci: córkę Karolinę oraz synów Oskara i Maksymiliana. Pochodzi z Nowego Sącza, gdzie ukończył I Liceum Ogólnokształcące im. Jana Długosza. Absolwent stosunków międzynarodowych na Uniwersytecie Warszawskim, a także Szkoły Głównej Handlowej w Warszawie i Uniwersytetu Ekonomicznego w Krakowie.
Był asystentem senatora Andrzeja Chronowskiego z AWS. Kierował później zespołem jego doradców, gdy polityk pełnił funkcję ministra skarbu państwa. Zasiadał w radach nadzorczych, m.in. przedsiębiorstwa PKN Orlen. Pracował później jako menedżer, m.in. w PKP Cargo, Intercard, Fabryce Wagonów „Gniewczyna” i Zakładach Naprawczych Taboru Kolejowego „Nowy Sącz”. Od 2014 do 2016 był prezesem zarządu spółki Welcome Airport Services, a do 2018 pozostawał dyrektorem generalnym spółki telekomunikacyjnej Telbeskid. Został także przewodniczącym Komisji Rewizyjnej Towarzystwa Absolwentów i Przyjaciół Gimnazjum i Liceum im. Jana Długosza w Nowym Sączu.
W wyborach parlamentarnych w 2001 bezskutecznie kandydował do Sejmu z listy wyborczej Akcji Wyborczej Solidarność Prawicy w okręgu nowosądeckim, zdobywając 451 głosów. W wyborach do Europarlamentu w 2014 bez powodzenia kandydował z listy Platformy Obywatelskiej w okręgu małopolsko-świętokrzyskim, zdobywając 2321 głosów. W wyborach samorządowych w 2014 kandydował na prezydenta i radnego Nowego Sącza z ramienia KWW Koalicji Nowosądeckiej. W pierwszej turze uzyskał 31,42% głosów (drugi wynik), a w drugiej przegrał z ubiegającym się o reelekcję Ryszardem Nowakiem różnicą 188 głosów. Nie uzyskał także mandatu radnego. W wyborach w 2018 ponownie wystartował na prezydenta miasta z poparciem Koalicji Nowosądeckiej. W pierwszej turze otrzymał 25,78% głosów (drugi wynik), w drugiej pokonał Iwonę Mularczyk z Prawa i Sprawiedliwości, uzyskując 58,35% głosów. W grudniu 2020 został skarbnikiem nowo powstałej Ogólnopolskiej Koalicji Samorządowej (we wrześniu 2024 przemianowanej na KS „OK Polska”). W 2024 został wybrany na prezydenta Nowego Sącza na kolejną kadencję, wygrywając w pierwszej turze z wynikiem 52,34% głosów.

## Wyróżnienia
Wyróżniony przez „Newsweek Polska” zaliczeniem do 15 najlepszych prezydentów miast w Polsce w rankingu tego tygodnika.